# Emmy do Primetime de melhor série de comédia
O Emmy do Primetime de melhor série de comédia é um dos prêmios entregues pela Academia de Artes & Ciências Televisivas pelas excelências televisivas como parte do Primetime Emmy Award.

## Vencedores e indicados

### Década de 1950
| Ano                                    | Série | Produtor(es) | Canal |
| -------------------------------------- | ----- | ------------ | ----- |
| 1953                                   |       |              |       |
| I Love Lucy                            | -     | CBS          |       |
| The Adventures of Ozzie and Harriet    | —     | ABC          |       |
| Mr. Peepers                            | —     | NBC          |       |
| Our Miss Brooks                        | —     | CBS          |       |
| Amos 'N' Andy                          | —     | CBS          |       |
| The George Burns and Gracie Allen Show | —     | CBS          |       |
| 1954                                   |       |              |       |
| I Love Lucy                            | -     | CBS          |       |
| Our Miss Brooks                        | —     | CBS          |       |
| Topper                                 | —     | CBS          |       |
| Mr. Peepers                            | —     | NBC          |       |
| The George Burns and Gracie Allen Show | —     | CBS          |       |
| 1955                                   |       |              |       |
| Make Room for Daddy                    | -     | ABC          |       |
| Private Secretary                      | —     | CBS          |       |
| Our Miss Brooks                        | —     | CBS          |       |
| I Love Lucy                            | —     | CBS          |       |
| Mr. Peepers                            | —     | NBC          |       |
| 1956                                   |       |              |       |
| The Phil Silvers Show                  | -     | CBS          |       |
| The George Gobel Show                  | —     | NBC          |       |
| Make Room for Daddy                    | —     | ABC          |       |
| The Bob Cummings Show                  | —     | CBS          |       |
| Caesar's Hour                          | —     | NBC          |       |
| The Jack Benny Show                    | —     | CBS          |       |
| 1958                                   |       |              |       |
| The Phil Silvers Show                  | -     | CBS          |       |
| The Bob Cummings Show                  | —     | CBS/NBC      |       |
| Caesar's Hour                          | —     | NBC          |       |
| Father Knows Best                      | —     | NBC          |       |
| The Jack Benny Show                    | —     | CBS          |       |
| 1959                                   |       |              |       |
| The Jack Benny Show                    | -     | CBS          |       |
| The Danny Thomas Show                  | —     | CBS          |       |
| Father Knows Best                      | —     | CBS/NBC      |       |
| The Phil Silvers Show                  | —     | CBS          |       |
| The Red Skelton Show                   | —     | CBS          |       |
| The Bob Cummings Show                  | —     | NBC          |       |

### Década de 1960
| Ano                                   | Série                         | Produtor(es) | Canal |
| ------------------------------------- | ----------------------------- | ------------ | ----- |
| 1960                                  |                               |              |       |
| Art Carney Special                    | -                             | NBC          |       |
| The Jack Benny Show                   | —                             | CBS          |       |
| The Red Skelton Show                  | —                             | CBS          |       |
| Father Knows Best                     | —                             | CBS          |       |
| The Danny Thomas Show                 | —                             | CBS          |       |
| 1961                                  |                               |              |       |
| The Jack Benny Show                   | -                             | CBS          |       |
| The Flintstones                       | —                             | ABC          |       |
| Candid Camera                         | —                             | CBS          |       |
| Bob Hope Buick Show                   | —                             | NBC          |       |
| The Andy Griffith Show                | —                             | CBS          |       |
| 1962                                  |                               |              |       |
| The Bob Newhart Show                  | -                             | NBC          |       |
| Hazel                                 | —                             | NBC          |       |
| The Red Skelton Show                  | —                             | CBS          |       |
| Car 54, Where Are You?                | —                             | NBC          |       |
| The Andy Griffith Show                | —                             | CBS          |       |
| 1963                                  |                               |              |       |
| The Dick Van Dyke Show                | -                             | CBS          |       |
| McHale's Navy                         | —                             | ABC          |       |
| The Beverly Hillbillies               | —                             | CBS          |       |
| The Danny Kaye Show with Lucille Ball | —                             | NBC          |       |
| 1964                                  |                               |              |       |
| The Dick Van Dyke Show                | -                             | CBS          |       |
| McHale's Navy                         | —                             | ABC          |       |
| That Was The Week That Was            | —                             | NBC          |       |
| The Bill Dana Show                    | —                             | NBC          |       |
| The Farmer's Daughter                 | —                             | ABC          |       |
| 1966                                  |                               |              |       |
| The Dick Van Dyke Show                | Carl Reiner                   | CBS          |       |
| Batman                                | Howie Horwitz                 | ABC          |       |
| Bewitched                             | Jerry Davis                   | ABC          |       |
| Get Smart                             | Leonard Stern                 | NBC          |       |
| Hogan's Heroes                        | Edward H. Feldman             | CBS          |       |
| 1967                                  |                               |              |       |
| The Monkees                           | Bob Rafelson e Bert Schneider | NBC          |       |
| Hogan's Heroes                        | Edward H. Feldman             | CBS          |       |
| The Andy Griffith Show                | Bob Ross                      | CBS          |       |
| Bewitched                             | William Fraug                 | ABC          |       |
| Get Smart                             | Arnie Rosen                   | NBC          |       |
| 1968                                  |                               |              |       |
| Get Smart                             | Burt Nodella                  | NBC          |       |
| Hogan's Heroes                        | Edward H. Feldman             | CBS          |       |
| The Lucy Show                         | Tommy Thompson                | CBS          |       |
| Family Affair                         | Edmund Hartmann               | CBS          |       |
| Bewitched                             | William Asher                 | ABC          |       |
| 1969                                  |                               |              |       |
| Get Smart                             | Burt Nodella                  | NBC          |       |
| Julia                                 | Hal Kanter                    | NBC          |       |
| Family Affair                         | Edmund Hartmann               | CBS          |       |
| The Ghost & Mrs. Muir                 | Stanley Rubin                 | NBC          |       |
| Bewitched                             | William Asher                 | ABC          |       |

### Década de 1970
| Ano                             | Série                                                                                 | Produtor(es) | Canal |
| ------------------------------- | ------------------------------------------------------------------------------------- | ------------ | ----- |
| 1970                            |                                                                                       |              |       |
| My World and Welcome To It      | Danny Arnold e Sheldon Leonard                                                        | NBC          |       |
| Room 222                        | Gene Reynolds                                                                         | ABC          |       |
| The Bill Cosby Show             | Bill Cosby e Marvin Miller                                                            | NBC          |       |
| The Courtship of Eddie's Father | James Komack                                                                          | ABC          |       |
| Love, American Style            | Bill D'Angelo, Arnold Margolin e Jim Parker                                           | ABC          |       |
| 1971                            |                                                                                       |              |       |
| All In the Family               | Norman Lear                                                                           | CBS          |       |
| Love, American Style            | Bill D'Angelo, Bill Idelson, Arnold Margolin, Harvey Miller e Jim Parker              | ABC          |       |
| The Mary Tyler Moore Show       | James L. Brooks, Allan Burns e David Davis                                            | CBS          |       |
| The Odd Couple                  | Jerry Belson, Jerry Davis e Garry Marshall                                            | ABC          |       |
| Arnie                           | Rick Mittleman                                                                        | CBS          |       |
| 1972                            |                                                                                       |              |       |
| All In the Family               | Norman Lear                                                                           | CBS          |       |
| Sanford and Son                 | Aaron Ruben e Bud Yorkin                                                              | NBC          |       |
| The Mary Tyler Moore Show       | James L. Brooks, Allan Burns e David Davis                                            | CBS          |       |
| The Odd Couple                  | Jerry Belson, Jerry Davis e Garry Marshall                                            | ABC          |       |
| 1973                            |                                                                                       |              |       |
| All In the Family               | Norman Lear e John Rich                                                               | CBS          |       |
| Sanford and Son                 | Aaron Ruben e Bud Yorkin                                                              | NBC          |       |
| Maude                           | Norman Lear e Rod Parker                                                              | CBS          |       |
| M*A*S*H                         | Gene Reynolds                                                                         | CBS          |       |
| The Mary Tyler Moore Show       | James L. Brooks, Allan Burns e Ed Weinberger                                          | CBS          |       |
| 1974                            |                                                                                       |              |       |
| M*A*S*H                         | Larry Gelbart e Gene Reynolds                                                         | CBS          |       |
| The Odd Couple                  | Garry Marshall, Tony Marshall e Harvey Miller                                         | ABC          |       |
| All In the Family               | Norman Lear e John Rich                                                               | CBS          |       |
| The Mary Tyler Moore Show       | James L. Brooks, Allan Burns e Ed Weinberger                                          | CBS          |       |
| 1975                            |                                                                                       |              |       |
| The Mary Tyler Moore Show       | James L. Brooks, Allan Burns, Stan Daniels e Ed Weinberger                            | CBS          |       |
| Rhoda                           | James L. Brooks, Allan Burns, David Davis e Lorenzo Music                             | CBS          |       |
| M*A*S*H                         | Larry Gelbart e Gene Reynolds                                                         | CBS          |       |
| All In the Family               | Don Nicholl, Michael Ross e Bernie West                                               | CBS          |       |
| 1976                            |                                                                                       |              |       |
| The Mary Tyler Moore Show       | James L. Brooks, Allan Burns, Stan Daniels e Ed Weinberger                            | CBS          |       |
| Barney Miller                   | Danny Arnold, Chris Hayward e Arne Sultan                                             | ABC          |       |
| Welcome Back, Kotter            | Eric Kohen, James Komack, Alan Sacks e George Yanok                                   | ABC          |       |
| M*A*S*H                         | Larry Gelbart e Gene Reynolds                                                         | CBS          |       |
| All In the Family               | Bill Davenport, Lou Derman, Hal Kanter, Woody King e Norman Lear                      | CBS          |       |
| 1977                            |                                                                                       |              |       |
| The Mary Tyler Moore Show       | James L. Brooks, Allan Burns, Stan Daniels e Ed Weinberger                            | CBS          |       |
| M*A*S*H                         | Allan Katz, Burt Metcalfe, Don Reo e Gene Reynolds                                    | CBS          |       |
| The Bob Newhart Show            | Gordon Farr, Lynne Farr, Tom Patchett, Jay Tarses e Michael Zinberg                   | CBS          |       |
| Barney Miller                   | Danny Arnold e Roland Kibbee                                                          | ABC          |       |
| All In the Family               | Milt Josefsberg e Mort Lachman                                                        | CBS          |       |
| 1978                            |                                                                                       |              |       |
| All In the Family               | Milt Josefsberg e Mort Lachman                                                        | CBS          |       |
| Soap                            | Susan Harris, Tony Thomas e Paul Junger Witt                                          | ABC          |       |
| Three's Company                 | Don Nicholl, Michael Ross e Bernie West                                               | ABC          |       |
| Barney Miller                   | Danny Arnold e Tony Sheehan                                                           | ABC          |       |
| M*A*S*H                         | Burt Metcalfe                                                                         | CBS          |       |
| 1979                            |                                                                                       |              |       |
| Taxi                            | James L. Brooks, Glen Charles, Les Charles, Stan Daniels, David Davis e Ed Weinberger | ABC          |       |
| All In the Family               | Milt Josefsberg e Mort Lachman                                                        | CBS          |       |
| M*A*S*H                         | Burt Metcalfe                                                                         | CBS          |       |
| Barney Miller                   | Danny Arnold, Tony Sheehan e Reinhold Weege                                           | ABC          |       |
| Mork & Mindy                    | Bruce Johnson, Garry Marshall, Tony Marshall e Dale McRaven                           | ABC          |       |

### Década de 1980
| Ano                | Série | Produtores | Canal |
| ------------------ | --- | ---------- | ----- |
| 1980               | |            |       |
| Taxi               | James L. Brooks, Glen Charles, Les Charles, Stan Daniels e Ed Weinberger | ABC        |       |
| WKRP in Cincinnati | Rod Daniel e Hugh Wilson | CBS        |       |
| Soap               | Susan Harris, Tony Thomas e Paul Junger Witt | ABC        |       |
| M*A*S*H            | Burt Metcalfe, Jim Mulligan e John Rappaport | CBS        |       |
| Barney Miller      | Danny Arnold, Noam Pitlik, Gary Shaw e Tony Sheehan | ABC        |       |
| 1981               | |            |       |
| Taxi               | James L. Brooks, Glen Charles, Les Charles, Stan Daniels e Ed Weinberger | ABC        |       |
| WKRP in Cincinnati | Rod Daniel, Blake Hunter, Steven Kampmann, Peter Torokvei e Hugh Daniel | CBS        |       |
| Soap               | Dick Clair, Susan Harris, Jenna McMahon, Stu Silver, Tony Thomas e Paul Junger Witt                                                                                         | ABC        |       |
| M*A*S*H            | Burt Metcalfe e John Rappaport | CBS        |       |
| Barney Miller      | Danny Arnold, Noam Pitlik, Gary Shaw e Tony Sheehan | ABC        |       |
| 1982               | |            |       |
| Barney Miller      | Danny Arnold, Frank Dungan, Roland Kibbee, Gary Shaw e Jeff Stein | ABC        |       |
| WKRP in Cincinnati | Dan Guntzelman, Blake Hunter, Steve Marshall, Peter Torokvei e Hugh Wilson                                                                                                  | CBS        |       |
| Taxi               | James L. Brooks, Glen Charles, Les Charles, Stan Daniels, Ken Estin, Howard Gewirtz, Ian Praiser, Richard Sakai e Ed Weinberger                                             | ABC        |       |
| M*A*S*H            | Dennis Koenig, Burt Metcalfe, Thad Mumford, John Rappaport e Dan Wilcox | CBS        |       |
| Love, Sidney       | Bob Brunner, Ernest Chambers, George Eckstein, Ken Hecht, April Kelly, Jim Parker e Mel Tolkin                                                                              | NBC        |       |
| 1983               | |            |       |
| Cheers             | James Burrows, Glen Charles, Les Charles, David Isaacs e Ken Levine | NBC        |       |
| Taxi               | James L. Brooks, Stan Daniels, Ken Estin, Richard Sakai, Sam Simon e Ed Weinberger                                                                                          | NBC        |       |
| Newhart            | Sheldon Bull e Barry Kemp | CBS        |       |
| M*A*S*H            | Burt Metcalfe, Thad Mumford, John Rappaport e Dan Wilcox | CBS        |       |
| Buffalo Bill       | Bernie Brillstein, Carol Gary, Dennis Klein, Tom Patchett e Jay Tarses | NBC        |       |
| 1984               | |            |       |
| Cheers             | James Burrows, Glen Charles e Les Charles | NBC        |       |
| Newhart            | Sheldon Bull e Barry Kemp | CBS        |       |
| Kate & Allie       | George Barimo, Merrill Grant, Mort Lachman, Bill Persky e Bob Randall | CBS        |       |
| Family Ties        | Lloyd Garver, Gary David Goldberg, Carol Himes e Michael J. Weithorn | NBC        |       |
| Buffallo Bill      | Bernie Brillstein, Carol Gary, Dennis Klein, Tom Patchett e Jay Tarses | NBC        |       |
| 1985               | |            |       |
| The Cosby Show     | Marcy Carsey, Michael Loman, John Markus, Earl Pomerantz, Jerry Ross, Elliot Shoenman, Caryn Sneider e Tom Werner                                                           | NBC        |       |
| Night Court        | Jeff Melman e Reinhold Weege | NBC        |       |
| Kate & Allie       | George Barimo, Merrill Grant, Mort Lachman, Allan Leicht, Bill Persky e Bob Randall                                                                                         | CBS        |       |
| Cheers             | James Burrows, Glen Charles, Les Charles, Ken Estin e Sam Simon | NBC        |       |
| Family Ties        | Ruth Bennett, Lloyd Garver, Gary David Goldberg, Carol Himes, Alan Uger e Michael J. Weithorn                                                                               | NBC        |       |
| 1986               | |            |       |
| The Golden Girls   | Paul Bogart, Terry Grossman, Kathy Speer, Tony Thomas, Marsha Posner Williams e Paul Junger Witt                                                                            | NBC        |       |
| Kate & Allie       | George Barimo, Merrill Grant, Mort Lachman, Bill Persky e Bob Randall | CBS        |       |
| The Cosby Show     | Marcy Carsey, Carmen Finestra, Caryn Sneider Mandabach, John Markus, Tom Werner e Matt Williams                                                                             | NBC        |       |
| Family Ties        | Ruth Bennett, Gary David Goldberg, Carol Himes, Alan Uger e Michael J. Weithorn                                                                                             | NBC        |       |
| Cheers             | David Angell, Tim Berry, James Burrows, Peter Casey, Glen Charles, Les Charles, David Lee e Heide Perlman                                                                   | NBC        |       |
| 1987               | |            |       |
| The Golden Girls   | Barry Fanaro, Terry Grossman, Susan Harris, Winifred Hervey, Mort Nathan, Kathy Speer, Tony Thomas, Marsha Posner Williams e Paul Junger Witt                               | NBC        |       |
| The Cosby Show     | Marcy Carsey, Carmen Finestra, Gary Kott, Caryn Sneider Mandabach, John Markus, Tom Werner e Matt Williams                                                                  | NBC        |       |
| Family Ties        | Ruth Bennett, June Galas, Gary David Goldberg, Carol Himes, Marc Lawrence e Alan Uger                                                                                       | NBC        |       |
| Night Court        | Jeff Melman, Tim Steele, Bob Stevens e Reinhold Weege | NBC        |       |
| Cheers             | David Angell, Tim Berry, James Burrows, Peter Casey, Glen Charles, Les Charles e David Lee                                                                                  | NBC        |       |
| 1988               | |            |       |
| The Wonder Years   | Carol Black, Neal Marlens e Jeff Silver | ABC        |       |
| Night Court        | Linwood Boomer, Jeff Melman, Tim Steele, Tom Straw e Reinhold Weege | NBC        |       |
| The Golden Girls   | Barry Fanaro, Jeffrey Ferro, Terry Grossman, Susan Harris, Winifred Hervey, Mort Nathan, Kathy Speer, Tony Thomas, Fredric Weiss, Marsha Posner Williams e Paul Junger Witt | NBC        |       |
| Frank's Place      | David Chambers, Richard Dubin, Tim Reid, Max Tash, Samm-Art Williams e Hugh Wilson                                                                                          | CBS        |       |
| Cheers             | David Angell, Barbara Babcock, Tim Berry, William H. Breshears, James Burrows, Peter Casey, Glen Charles, Les Charles e David Lee                                           | CBS        |       |
| 1989               | |            |       |
| Cheers             | David Angell, Tim Berry, James Burrows, Peter Casey, Glen Charles, Les Charles, Cheri Eichen, David Lee, Bill Steinkellner e Phoef Sutton                                   | NBC        |       |
| The Wonder Years   | Carol Black, Bob Brush, Neal Marlens, Steve Miner e Jeff Silver | ABC        |       |
| Designing Woman    | Linda Bloodworth-Thomason, Douglas Jackson, Douglas Jackson, Harry Thomason, Tommy Thompson e David Trainer                                                                 | CBS        |       |
| The Golden Girls   | Robert Bruce, Eric Cohen, Barry Fanaro, Terry Grossman, Susan Harris, Mort Nathan, Kathy Speer, Tony Thomas, Martin Weiss e Paul Junger Witt                                | NBC        |       |
| Murphy Brown       | Diane English, Norm Gunzenhauser, Frank Pace, Tom Seeley, Joel Shukovsky, Korby Siamis, Deborah Smith e Russ Woody                                                          | CBS        |       |

### Década de 1990
| Ano                     | Série | Produtores | Canal |
| ----------------------- | --- | ---------- | ----- |
| 1990                    | |            |       |
| Murphy Brown            | Gary Dontzig, Diane English, Norm Gunzenhauser, Barnet Kellman, Steven Peterman, Tom Seeley, Joel Shukovsky, Korby Siamis, Deborah Smith e Russ Woody                                                                                           | CBS        |       |
| The Wonder Years        | Bob Brush, Matthew Carlson, Michael Dinner, Kerry Ehrin, Jill Gordon, Bob Stevens e Ken Topolsky | ABC        |       |
| Cheers                  | Andy Ackerman, Tim Berry, James Burrows, Glen Charles, Les Charles, Cheri Eichen, Bill Steinkellner e Phoef Sutton | NBC        |       |
| The Golden Girls        | Robert Bruce, Tracy Gamble, Susan Harris, Terry Hughes, Philip Jayson Lasker, Gail Parent, Marc Sotkin, Tony Thomas, Richard Vaczy, Martin Weiss, Tom Whedon e Paul Junger Witt                                                                 | NBC        |       |
| Designing Woman         | Linda Bloodworth-Thomason, Douglas Jackson, Pam Norris, Harry Thomason, Tommy Thompson e David Trainer | CBS        |       |
| 1991                    | |            |       |
| Cheers                  | Andy Ackerman, Tom Anderson, Larry Balmagia, Tim Berry, James Burrows, Glen Charles, Les Charles, Cheri Eichen, Dan O'Shannon, Brian Pollock, Mert Rich, Bill Steinkellner e Phoef Sutton                                                       | NBC        |       |
| Murphy Brown            | Gary Dontzig, Diane English, Barnet Kellman, Tom Palmer, Steven Peterman, Joel Shukovsky, Korby Siamis e Deborah Smith | CBS        |       |
| The Wonder Years        | Bob Brush, David Chambers, Michael Dinner, Jill Gordon e Ken Topolsky | ABC        |       |
| Designing Woman         | Linda Bloodworth-Thomason, Douglas Jackson, Pam Norris, Harry Thomason, Tommy Thompson e David Trainer | CBS        |       |
| The Golden Girls        | Nina Feinberg, Tracy Gamble, Susan Harris, Paul Junger Witt, Philip Jayson Lasker, Gail Parent, Jerry Perzigian, Don Seigel, Marc Sotkin, Tony Thomas, Richard Vaczy e Tom Whedon                                                               | NBC        |       |
| 1992                    | |            |       |
| Murphy Brown            | Gary Dontzig, Diane English, Tom Palmer, Steven Peterman, Joel Shukovsky, Korby Siamis, Deborah Smith e Peter Tolan | CBS        |       |
| Seinfeld                | Larry Charles, Tom Cherones, Larry David, Elaine Pope, Andrew Scheinman, Jerry Seinfeld, George Shapiro, Joan Van Horn e Howard West | NBC        |       |
| Brooklyn Bridge         | Seth Freeman, Gary David Goldberg, Brad Hall, Sam Weisman, Alice West e Craig Zisk | CBS        |       |
| Home Improvement        | Carmen Finestra, Gayle Maffeo, David McFadzean, John Pasquin e Matt Williams | ABC        |       |
| Cheers                  | Tom Anderson, Tim Berry, James Burrows, Glen Charles, Les Charles, Cheri Eichen, Rob Long, Dan O'Shannon, Dan Staley, Bill Steinkellner e Phoef Sutton                                                                                          | NBC        |       |
| 1993                    | |            |       |
| Seinfeld                | Larry Charles, Tom Cherones, Larry David, Tim Kaiser, Andrew Scheinman, Jerry Seinfeld, George Shapiro, Joan Van Horn e Howard West | NBC        |       |
| Cheers                  | Tom Anderson, Tim Berry, James Burrows, Glen Charles, Les Charles, Rob Long, Dan O'Shannon e Dan Staley | NBC        |       |
| The Larry Sanders Show  | Fred Barron, Dick Blasucci, Brad Grey, Garry Shandling, Peter Tolan e John Ziffren | HBO        |       |
| Murphy Brown            | Ned Davis, Bill Diamond, Gary Dontzig, Michael Patrick King, Tom Palmer, Steven Peterman, Michael Saltzman, Korby Siamis, Deborah Smith e Peter Tolan                                                                                           | CBS        |       |
| Home Improvement        | Carmen Finestra, Maxine Lapiduss, Gayle Maffeo, David McFadzean, John Pasquin, Billy Riback e Matt Williams | ABC        |       |
| 1994                    | |            |       |
| Frasier                 | David Angell, Peter Casey, Sy Dukane, David Lee, Christopher Lloyd, Linda Morris, Denise Moss, Maggie Randell e Vic Rauseo | NBC        |       |
| The Larry Sanders Show  | Judd Apatow, Brad Grey, Brad Isaacs, Garry Shandling, Paul Simms, Peter Tolan e John Ziffren | HBO        |       |
| Seinfeld                | Larry Charles, Tom Cherones, Larry David, Tom Gammill, Tim Kaiser, Peter Mehlman, Max Pross, Jerry Seinfeld, George Shapiro, Joan Van Horn e Howard West                                                                                        | NBC        |       |
| Mad About You           | Bruce Chevillat, Eileen Conn, Andrew Gordon, Billy Grundfest, Danny Jacobson, Jeffrey Lane, Steve Paymer, Paul Reiser e Marjorie Weitzman | NBC        |       |
| Home Improvement        | Bob Bendetson, Bruce Ferber, Carmen Finestra, Gayle Maffeo, David McFadzean, Frank McKemy, Rosalind Moore, Howard Morris, Billy Riback, Elliot Shoenman e Matt Williams                                                                         | ABC        |       |
| 1995                    | |            |       |
| Frasier                 | David Angell, Peter Casey, Elias Davis, Anne Flett-Giordano, Joe Keenan, David Lee, Christopher Lloyd, Linda Morris, David Pollock, Chuck Ranberg, Maggie Randell e Vic Rauseo                                                                  | NBC        |       |
| Friends                 | Kevin S. Bright, David Crane, Jeff Greenstein, Marta Kauffman, Todd Stevens e Jeff Strauss | NBC        |       |
| Mad About You           | Bruce Chevillat, Liz Coe, Eileen Conn, Victor Fresco, Andrew Gordon, Billy Grundfest, Danny Jacobson, Jeffrey Klarik, Craig Znizek, Jeffrey Lane, Paul Reiser e Marjorie Weitzman                                                               | NBC        |       |
| The Larry Sanders Show  | Maya Forbes, Brad Grey, Garry Shandling, Paul Simms, Peter Tolan e John Ziffren | HBO        |       |
| Seinfeld                | Larry David, Tom Gammill, Suzy Mamann Greenberg, Tim Kaiser, Peter Mehlman, Max Pross, Jerry Seinfeld, George Shapiro e Howard West | NBC        |       |
| 1996                    | |            |       |
| Frasier                 | David Angell, Jack Burditt, Peter Casey, Anne Flett-Giordano, Mary Fukuto, Joe Keenan, David Lee, Steven Levitan, Christopher Lloyd, Linda Morris, Chuck Ranberg, Maggie Randell e Vic Rauseo                                                   | NBC        |       |
| Friends                 | Michael Borkow, Betsy Borns, Kevin S. Bright, Adam Chase, David Crane, Alexa Junge, Marta Kauffman, Todd Stevens e Ira Ungerleider | NBC        |       |
| Seinfeld                | Larry David, Tom Gammill, Suzy Mamann Greenberg, Marjorie Gross, Tim Kaiser, Carol Leifer, Peter Mehlman, Max Pross, Jerry Seinfeld, George Shapiro, Nancy Sprow e Howard West                                                                  | NBC        |       |
| The Larry Sanders Show  | Judd Apatow, Maya Forbes, Brad Grey, Todd Holland, Steven Levitan, John Riggi, Garry Shandling, John Vitti e John Ziffren | HBO        |       |
| Mad About You           | Larry Charles, Stephen Engel, Billy Grundfest, Brenda Hampton, Bob Heath, Danny Jacobson, Craig Knizek, Victor Levin, Paul Reiser e Marjorie Weitzman                                                                                           | NBC        |       |
| 1997                    | |            |       |
| Frasier                 | David Angell, Peter Casey, Anne Flett-Giordano, Mary Fukuto, Rob Greenberg, Michael B. Kaplan, Joe Keenan, David Lee, Christopher Lloyd, William Lucas Walker, Suzanne Martin, Chuck Ranberg e Maggie Randell                                   | NBC        |       |
| 3rd Rock from the Sun   | Mark Brazill, Marcy Carsey, Patrick Kienlen, Bob Kushell, Caryn Mandabach, Bill Martin, David Sacks, Mike Schiff, Bonnie Turner, Terry Turner, Tom Werner e Christine Zander                                                                    | NBC        |       |
| Seinfeld                | Andy Ackerman, Alec Berg, Spike Feresten, Tom Gammill, Suzy Mamann Greenberg, Tim Kaiser, Gregg Kavet, Dave Mandel, Peter Mehlman, Max Pross, Andy Robin, Jeff Schaffer, Jerry Seinfeld, George Shapiro, Nancy Sprow e Howard West              | NBC        |       |
| The Larry Sanders Show  | Judd Apatow, Jeff Cesario, Brad Grey, Becky Hartman Edwards, Todd Holland, Carol Leifer, John Markus, Earl Pomerantz, John Riggi, Garry Shandling, John Vitti e John Ziffren                                                                    | HBO        |       |
| Mad About You           | Larry Charles, Mary Connelly, Richard Day, Bob Heath, Helen Hunt, Danny Jacobson, Craig Knizek, Jenji Kohan, Victor Levin, Paul Reiser e Maria Semple                                                                                           | NBC        |       |
| 1998                    | |            |       |
| Frasier                 | David Angell, Peter Casey, Mary Fukuto, Rob Greenberg, Joe Keenan, Lori Kirkland Baker, Jay Kogen, David Lee, Christopher Lloyd, David Lloyd, Suzanne Martin, Maggie Randell e Jeffrey Richman                                                  | NBC        |       |
| The Larry Sanders Show  | Judd Apatow, Richard Day, Michael Fitzsimmons, Alex Gregory, Brad Gray, Peter Huyck, Adam Resnick, Garry Shandling e Craig Zisk | HBO        |       |
| Ally McBeal             | David E. Kelley, Jeffrey Kramer, Mike Listo, Jonathan Pontell, Steve Robin e Pamela Wisne | Fox        |       |
| Seinfeld                | Andy Ackerman, Alec Berg, Jennifer Crittenden, Spike Feresten, Tim Kaiser, Gregg Kavet, Steve Koren, Suzy Mamann Greenberg, David Mandel, Andy Robin, Jeff Schaffer, Jerry Seinfeld, George Shapiro, Nancy Sprow e Howard West                  | NBC        |       |
| 3rd Rock from the Sun   | Mark Brazill, Marcy Carsey, Michael Glouberman, David Israel, Patrick Kienlen, Bob Kushell, Caryn Mandabach, Bill Martin, Jim O'Doherty, Andrew Orenstein, David Sacks, Mike Schiff, Bonnie Turner, Terry Turner, Tom Werner e Christine Zander | NBC        |       |
| 1999                    | |            |       |
| Ally McBeal             | Peter Burrell, David E. Kelley, Jeffrey Kramer, Mike Listo, Jonathan Pontell, Steve Robin e Pamela Wisne | Fox        |       |
| Frasier                 | David Angell, Maggie Blanc, Peter Casey, Kelsey Grammer, Rob Greenberg, Janis Hirsch, Joe Keenan, Jay Kogen, David Lee, Christopher Lloyd, David Lloyd e Jeffrey Richman                                                                        | NBC        |       |
| Friends                 | Richard Allen, Kevin S. Bright, Wil Calhoun, Adam Chase, Ted Cohen, David Crane, Michael Curtis, Shana Goldberg-Meehan, Alexa Junge, Marta Kauffman, Wendy Knoller, Seth Kurland, Greg Malins, Andrew Reich, Scott Silveri e Todd Stevens       | NBC        |       |
| Sex and the City        | Barry Jossen, Michael Patrick King e Darren Star | HBO        |       |
| Everybody Loves Raymond | Tucker Cawley, Cindy Chupack, Lisa Helfrich Jackson, Ken Ornstein, Ray Romano, Rory Rosegarten, Philip Rosenthal, Ellen Sandler, Lew Schneider, Steve Skrovan, Stu Smiley, Jeremy Stevens e Kathy Ann Stumpe                                    | CBS        |       |

### Década de 2000
| Ano                     | Série | Produtores | Canal |
| ----------------------- | --- | ---------- | ----- |
| 2000                    | |            |       |
| Will & Grace            | Adam Barr, James Burrows, Jeff Greenstein, Alex Herschlag, Tim Kaiser, David Kohan, Jhoni Marchinko e Max Mutchnick | NBC        |       |
| Frasier                 | David Angell, Maggie Blanc, Peter Casey, Kelsey Grammer, Rob Hanning, Charlie Hauck, Sam Johnson, Joe Keenan, Lori Kirkland Baker, Jay Kogen, David Lee, Christopher Lloyd, David Lloyd, Chris Marcil, Dan O'Shannon, Mark Reisman e Jon Sherman                          | NBC        |       |
| Friends                 | Kevin S. Bright, Adam Chase, Ted Cohen, David Crane, Shana Goldberg-Meehan, Marta Kauffman, Wendy Knoller, Seth Kurland, Greg Malins, Andrew Reich, Scott Silveri e Todd Stevens                                                                                          | NBC        |       |
| Everybody Loves Raymond | Tucker Cawley, Jennifer Crittenden, Lisa Helfrich Jackson, Ken Ornstein, Ray Romano, Rory Rosegarten, Philip Rosenthal, Lew Schneider, Steve Skrovan, Stu Smiley, Jeremy Stevens e Kathy Ann Stumpe                                                                       | CBS        |       |
| Sex and the City        | Jenny Bicks, Michael Patrick King, John Melfi e Darren Star | HBO        |       |
| 2001                    | |            |       |
| Sex and the City        | Jenny Bicks, Cindy Chupack, Michael Patrick King, John Melfi, Sarah Jessica Parker e Darren Star | HBO        |       |
| Will & Grace            | Bruce Alden, Adam Barr, James Burrows, Peter Chakos, Jeff Greenstein, Alex Herschlag, Tim Kaiser, Jon Kinnaly, David Kohan, Kari Lizer, Jhoni Marchinko, Max Mutchnick e Tracy Poust                                                                                      | NBC        |       |
| Frasier                 | Gayle Abrams, David Angell, Maggie Blanc, Peter Casey, Kelsey Grammer, Rob Hanning, Sam Johnson, Lori Kirkland Baker, David Lee, David Lloyd, Chris Marcil, Dan O'Shannon, Mark Reisman, Jon Sherman e Eric Zicklin                                                       | NBC        |       |
| Malcolm in the Middle   | Linwood Boomer, Michael Glauberman, Alan Higgins, Todd Holland, Ken Kwapis, Jeff Melman, Gary Murphy, Amdrew Orenstein, Alex Reid, Jimmy Simons, Bob Stevens e Neil Thompson                                                                                              | Fox        |       |
| Everybody Loves Raymond | Tom Caltabiano, Tucker Cawley, Jennifer Crittenden, Lisa Helfrich Jackson, Ken Ornstein, Ray Romano, Rory Rosegarten, Philip Rosenthal, Lew Schneider, Aaron Shure, Steve Skrovan, Stu Smiley, Jeremy Stevens e Kathy Ann Stumpe                                          | CBS        |       |
| 2002                    | |            |       |
| Friends                 | Sherry Bilsing-Graham, Kevin S. Bright, Brian Buckner, Ted Cohen, David Crane, Shana Goldberg-Meehan, Sebastian Jones, Marta Kauffman, Wendy Knoller, Ellen Plummer, Andrew Reich, Scott Silveri e Tod Stevens                                                            | NBC        |       |
| Will & Grace            | Bruce Alden, James Burrows, Peter Chakos, Jeff Greenstein, Alex Herschlag, Tim Kaiser, Jon Kinnally, David Kohan, Kari Lizer, Jhoni Marchinko, Max Mutchnick, Tracy Poust e Bill Wrubel                                                                                   | NBC        |       |
| Sex and the City        | Cindy Chupack, Allan Heinberg, Michael Patrick King, John Melfi e Sarah Jessica Parker | HBO        |       |
| Curb Your Enthusiasm    | Tom Bull, Sandy Chanley, Larry David, Jeff Garlin, Gavin Polone e Robert B. Weide | HBO        |       |
| Everybody Loves Raymond | Tom Caltabiano, Tucker Cawley, Jennifer Crittenden, Lisa Helfrich Jackson, Ken Ornstein, Ray Romano, Rory Rosegarten, Philip Rosenthal, Lew Schneider, Aaron Shure, Steve Skrovan, Stu Smiley e Jeremy Stevens                                                            | CBS        |       |
| 2003                    | |            |       |
| Everybody Loves Raymond | Tom Caltabiano, Tucker Cawley, Lisa Helfrich Jackson, Ken Ornstein, Ray Romano, Rory Rosegarten, Philip Rosenthal, Mike Royce, Lew Schneider, Mike Scully, Aaron Shure, Steve Skrovan, Stu Smiley e Jeremy Stevens                                                        | CBS        |       |
| Will & Grace            | Bruce Alden, James Burrows, Peter Chakos, Jeff Greenstein, Alex Herschlag, Gary Janetti, Tim Kaiser, Jon Kinnally, David Kohan, Gail Lerner, Kari Lizer, Jhoni Marchinko, Max Mutchnick, Tracy Poust e Bill Wrubel                                                        | NBC        |       |
| Friends                 | Sherry Bilsing-Graham, Kevin S. Bright, Brian Buckner, Ted Cohen, David Crane, Shana Goldberg-Meehan, Sebastian Jones, Marta Kauffman, Dana Klein, Wendy Knoller, Mark Kurneth, Ellen Plummer, Andrew Reich, Scott Silveri e Todd Stevens                                 | NBC        |       |
| Sex and the City        | Cindy Chupack, Michael Patrick King, John Melfi, Sarah Jessica Parker e Jane Raab | HBO        |       |
| Curb Your Enthusiasm    | Larry David, Jeff Garlin, Tim Gibbons, Gavin Polone e Robert B. Weide | HBO        |       |
| 2004                    | |            |       |
| Arrested Development    | Barbie Feldman Adler, Brian Grazer, Ron Howard, Victor Hsu, Mitchell Hurwitz, John Levenstein, Chuck Martin, David Nevins e Richard Rosenstock | Fox        |       |
| Will & Grace            | Bruce Alden, James Burrows, Peter Chakos, Jeff Greenstein, Alex Herschlag, Gary Janetti, Tim Kaiser, Jon Kinnally, David Kohan, Gail Lerner, Kari Lizer, Jhoni Marchinko, Max Mutchnick, Tracy Poust, Steve Sandoval e Bill Wrubel                                        | NBC        |       |
| Everybody Loves Raymond | Tom Caltabiano, Leslie Caveny, Tucker Cawley, Holli Gailen, Lisa Helfrich Jackson, Ken Ornstein, Ray Romano, Rory Rosegarten, Philip Rosenthal, Mike Royce, Lew Schneider, Mike Scully, Aaron Shure, Steve Skrovan, Stu Smiley e Jeremy Stevens                           | CBS        |       |
| Curb Your Enthusiasm    | Larry Charles, Larry David, Jeff Garlin, Tim Gibbons, Gavin Polone e Robert B. Wiede | HBO        |       |
| Sex and the City        | Jenny Bicks, Cindy Chupack, Antonia Ellis, Michael Patrick King, John Melfi, Sarah Jessica Parker, Jane Raab, Julie Rottenberg e Elisa Zuritsky | HBO        |       |
| 2005                    | |            |       |
| Everybody Loves Raymond | Tom Caltabiano, Leslie Caveny, Tucker Cawley, Holli Gailen, Lisa Helfrich Jackson, Ken Ornstein, Ray Romano, Rory Rosegarten, Philip Rosenthal, Mike Royce, Lew Schneider, Mike Scully, Aaron Shure, Steve Skrovan, Stu Smiley e Jeremy Stevens                           | CBS        |       |
| Scrubs                  | Gabrielle Allan, Bill Callahan, Garrett Donovan, Neil Goldman, Tim Hobert, Bill Lawrence, Tad Quill, Mike Schwartz, Matt Tarses, Eric Weinberg e Randall Winston | NBC        |       |
| Will & Grace            | Bruce Alden, Kate Angelo, Sally Bradford, Alex Herschlag, Gary Janetti, Tim Kaiser, Jon Kinnally, David Kohan, Gail Lerner, Greg Malins, Max Mutchnick, Tracy Poust, Kirk Rudell, Steve Sandoval e Bill Wrubel                                                            | NBC        |       |
| Desperate Housewives    | Marc Cherry, Alexandra Cunningham, Michael Edelstein, Patty Lin, Kevin Murphy, Joey Murphy, John Pardee, George W. Perkins, Larry Shaw, Tom Spezialy e Tracey Stern | ABC        |       |
| Arrested Development    | Barbie Feldman Adler, John Amodeo, Brad Copeland, Brian Grazer, Ron Howard, Mitchell Hurwitz, Chuck Martin, David Nevins, Richard Rosenstock e Jim Vallely | Fox        |       |
| 2006                    | |            |       |
| The Office              | Greg Daniels, Ricky Gervais, Howard Klein, Paul Lieberstein, Stephen Merchant, Michael Schur, Ben Silverstein e Kent Zbornak | NBC        |       |
| Scrubs                  | Janae Bakken, Bill Callahan, Garrett Donovan, Debra Fordham, Neil Goldman, Tim Hobert, Bill Lawrence, Liz Newman, Tad Quill, Mike Schwartz, Mark Stegemann, Eric Weinberg e Randall Winston                                                                               | NBC        |       |
| Arrested Development    | John Amodeo, Richard Day, Brian Grazer, Ron Howard, Mitchell Hurwitz, Dean Lorey, David Nevins, Tom Saunders, Chuck Tatham, Jim Vallely e Ron Weiner | Fox        |       |
| Two and a Half Men      | Lee Aronsohn, Susan Beavers, Mark Burg, Michael Collier, Don Foster, Eddie Gorodetsky, Oren Koules, Chuck Lorre, Mark Roberts, Eric Tannenbaum e Kim Tannenbaum | CBS        |       |
| Curb Your Enthusiasm    | Larry Charles, Larry David, Jeff Garlin, Tim Gibbons, Erin O'Malley, Gavin Polone e Robert B. Wiede | HBO        |       |
| 2007                    | |            |       |
| 30 Rock                 | Lorne Michaels, Tina Fey, David Miner, Joann Alfano, Marci Klein, Robert Carlock, Jack Burditt, John Riggi, Brett Baer, Dave Finkel, Adam Bernstein, Jeff Richmond e Jerry Kupfer                                                                                         | NBC        |       |
| The Office              | Ben Silverman, Greg Daniels, Ricky Gervais, Stephen Merchant, Howard Klein, Paul Lieberstein, Jennifer Celotta, Mike Schur, Kent Zbornak, Teri Weinberg, B. J. Novak e Mindy Kaling                                                                                       | NBC        |       |
| Two and a Half Men      | Chuck Lorre, Lee Aronsohn, Eric Tannenbaum, Kim Tannenbaum, Mark Burg, Oren Koules, Don Foster, Eddie Gorodetsky, Susan Beavers, Mark Roberts, Michael Collier e Jim Patterson                                                                                            | CBS        |       |
| Ugly Betty              | Silvio Horta, Marco Pennette, Jim Parriott, Ben Silverman, Jim Hayman, Salma Hayek, Jose Tamez, Teri Weinberg, Sheila Lawrence, Sheila Lawrence, Oliver Goldstick, Alice West, Henry A. Myers, Harry Werksman e Gabrielle Stanton                                         | ABC        |       |
| Entourage               | Mark Wahlberg, Stephen Levinson, Doug Ellin, Rob Weiss, Julian Farino, Marc Abrams, Michael Benson, Denis Biggs, Brian Burns, Lori Jo Nemhauser e Wayne Carmona | HBO        |       |
| 2008                    | |            |       |
| 30 Rock                 | Lorne Michaels, Tina Fey, Marci Klein, David Miner, Robert Carlock, John Riggi, Jack Burditt, Jeff Richmond, Don Scardino e Jerry Kupfer | NBC        |       |
| The Office              | Greg Daniels, Ben Silverman, Ricky Gervais, Stephen Merchant, Howard Klein, Paul Lieberstein, Michael Schur, Jennifer Celotta, Kent Zbornak, Teri Weinberg, B. J. Novak, Mindy Kaling, Lee Eisenberg, Gene Stupnitsky e Steve Carell                                      | NBC        |       |
| Curb Your Enthusiasm    | Larry David, Jeff Garlin, Gavin Polone, Alec Berg, David Mandel, Jeff Schaffer, Tim Gibbons e Erin O'Malley | HBO        |       |
| Entourage               | Mark Wahlberg, Stephen Levinson, Doug Ellin, Rob Weiss, Denis Biggs, Brian Burns, Lori Jo Nemhauser, Wayne Carmona e Dusty Kay | HBO        |       |
| Two and a Half Men      | Chuck Lorre, Lee Aronsohn, Eric Tannenbaum, Kim Tannenbaum, Mark Burg, Oren Koules, Don Foster, Eddie Gorodetsky, Susan Beavers, Mark Roberts, Jim Patterson e Michael Collier                                                                                            | CBS        |       |
| 2009                    | |            |       |
| 30 Rock                 | Lorne Michaels, Tina Fey, Marci Klein, David Miner, Robert Carlock, John Riggi, Jack Burditt, Ron Weiner, Matt Hubbard, Jeff Richmond, Don Scardino e Jerry Kupfer | NBC        |       |
| The Office              | Greg Daniels, Ben Silverman, Ricky Gervais, Stephen Merchant, Howard Klein, Paul Lieberstein, Jennifer Celotta, Teri Weinberg, B. J. Novak, Mindy Kaling, Lee Eisenberg, Gene Stupnitsky, Paul Feig, Aaron Shure, Steve Carell, Justin Spitzer, Jake Aust e Randy Cordray | NBC        |       |
| Entourage               | Doug Ellin, Stephen Levinson, Rob Weiss, Denis Biggs, Mark Wahlberg, Mark Mylod, Lori Jo Nemhauser, Ally Musika e Wayne Carmona | HBO        |       |
| Weeds                   | Jenji Kohan, Roberto Benabib, Craig Zisk, Mark A. Burley, Matthew Salsberg e Rolin Jones | Showtime   |       |
| How I Met Your Mother   | Carter Bays, Craig Thomas, Pamela Fryman, Greg Malins, Stephen Lloyd, Chris Harris, Chuck Tatham, Suzy Mamann Greenberg, Jamie Rhonheimer, Kourtney Kang e Theresa Mulligan                                                                                               | CBS        |       |
| Flight of the Conchords | Stu Smiley, James Bobin, Troy Miller, Jemaine Clement, Bret McKenzie, Tracey Baird e Anna Dokoza | HBO        |       |
| Family Guy              | Seth MacFarlane, David A. Goodman, Chris Sheridan, Kara Vallow, Danny Smith, Mark Hentemann, Steve Callaghan, Brian Scully, Richard Appel, Wellesley Wild, Alec Sulkin, Mike Henry, Kirker Butler e Shannon Smith                                                         | Fox        |       |

### Década de 2010
| Ano                       | Série | Produtores  | Canal |
| ------------------------- | --- | ----------- | ----- |
| 2010                      | |             |       |
| Modern Family             | Steven Levitan, Christopher Lloyd, Jason Winer, Jeff Morton, Danny Zuker, Dan O'Shannon, Bill Wruber, Paul Corrigan e Brad Walsh | ABC         |       |
| Curb Your Enthusiasm      | Larry David, Jeff Garlin, Gavin Polone, Alec Berg, David Mandel, Jeff Schaffer, Tim Gibbons e Erin O'Malley | HBO         |       |
| The Office                | Greg Daniels, Ben Silverman, Ricky Gervais, Stephen Merchant, Howard Klein, Paul Lieberstein, Mindy Kaling, Lee Eisenberg, B. J. Novak, Aaron Shure, Teri Weinberg, Steve Carell, Justin Spitzer, Charlie Grandy, Warren Lieberstein, Halsted Sullivan, Randy Cordray e Daniel Chun                                      | NBC         |       |
| 30 Rock                   | Lorne Michaels, Tina Fey, Marci Klein, David Miner, Robert Carlock, John Riggi e Ron Weiner | NBC         |       |
| Nurse Jackie              | Linda Wallen, Liz Brixius, John Melfi, Caryn Mandabach, Richie Jackson, Christine Zander, Mark Hudis, Rick Cleveland e Bari Halle | Showtime    |       |
| Glee                      | Ryan Murphy, Brad Falchuk, Ian Brennan, Dante Di Loreto, Brad Buecker, Alexis Martin Woodall e Kenneth Silverstein | Fox         |       |
| 2011                      | |             |       |
| Modern Family             | Steven Levitan, Christopher Lloyd, Jeff Morton, Danny Zuker, Dan O'Shannon, Bill Wrubel, Paul Corrigan, Brad Walsh, Ilana Wernick, Jeffrey Richman e Abraham Higginbotham | ABC         |       |
| Glee                      | Ryan Murphy, Brad Falchuk, Dante Di Loreto, Ian Brennan, Brad Buecker, Alexis Martin Woodall, Kenneth Silverstein e Michael Novick | Fox         |       |
| Parks and Recreation      | Greg Daniels, Michael Schur, Howard Klein, David Miner, Dan Goor, Amy Poehler, Emily Spivey e Morgan Sackett | NBC         |       |
| The Office                | Ben Silverman, Greg Daniels, Ricky Gervais, Stephen Merchant, Howard Klein, Paul Lieberstein, B. J. Novak, Teri Weinberg, Mindy Kaling, Aaron Shure, Daniel Chun, Peter Ocko, Justin Spitzer, Charlie Grandy, Steve Carell, Warren Lieberstein, Halsted Sullivan, Steve Hely e Randy Corday                              | NBC         |       |
| 30 Rock                   | Lorne Michaels, Tina Fey, Robert Carlock, Marci Klein, David Miner, Jeff Richmond, John Riggi, Ron Weiner, Matt Hubbard, Alec Baldwin, Kay Cannon, Vali Chandrasekaran, Don Scardino, Josh Siegal, Dylan Morgan, Irene Burns e Jerry Kupfer                                                                              | NBC         |       |
| The Big Bang Theory       | Chuck Lorre, Bill Prady, Steven Molaro, Lee Aronsohn, David Goetsch, Eric Kaplan, Jim Reynolds, Peter Chakos, Steve Holland e Faye Oshima Belyeu | CBS         |       |
| 2012                      | |             |       |
| Modern Family             | Steven Levitan, Christopher Lloyd, Danny Zuker, Dan O'Shannon, Bill Wrubel, Paul Corrigan, Brad Walsh, Jeff Morton, Jeffery Richman, Abraham Higginnotham, Cindy Chupack e Chris Smirnoff | ABC         |       |
| Curb Your Enthusiasm      | Larry David, Jeff Garlin, Gavin Polone, Alec Berg, David Mandel, Jeff Schaffer, Larry Charles, Tim Gibbons, Erin O'Malley e Laura Streicher | HBO         |       |
| Girls                     | Lena Dunham, Judd Apatow, Jenni Konner, Ilene S. Landress e Bruce Eric Kaplan | HBO         |       |
| Veep                      | Armando Iannucci, Christopher Godsick, Frank Rich, Simon Blackwell, Tony Roche, Julia Louis-Dreyfus e Stephanie Laing | HBO         |       |
| 30 Rock                   | Lorne Michaels, Tina Fey, Robert Carlock, Marci Klein, David Miner, Jeff Richmond, John Riggi, Ron Weiner, Matt Hubbard, Kay Cannon, Vali Chandrasekaran, Josh Siegal, Dylan Morgan, Luke Del Tredici, Jerry Kupfer, Alec Baldwin e Irene Burns                                                                          | NBC         |       |
| The Big Bang Theory       | Chuck Lorre, Bill Prady, Steven Molaro, Dave Goetsch, Eric Kaplan, Jim Reynolds, Steve Holland, Peter Chakos, Maria Ferrari e Faye Oshima Belyeu | CBS         |       |
| 2013                      | |             |       |
| Modern Family             | Steven Levitan, Christopher Lloyd, Danny Zucker, Dan O'Shannon, Bill Wrubel, Paul Corrigan, Brad Walsh, Jeffrey Richman, Abraham Higginbotham, Jeff Morton, Ben Karlin, Becky Mann, Audra Sielaff, Elaine Ko e Chris Smirnoff                                                                                            | ABC         |       |
| Girls                     | Lena Dunham, Judd Apatow, Jenni Konner, Ilene S. Landress, Bruce Eric Kaplan e Murray Miller | HBO         |       |
| Veep                      | Armando Iannucci, Christopher Godsick, Frank Rich, Simon Blackwell, Tony Roche, Julia Louis-Dreyfus e Stephanie Laing | HBO         |       |
| Louie                     | Louis C.K., M. Blair Breard, Tony Hernandez, Dave Becky e Vernon Chatman | FX          |       |
| 30 Rock                   | Tina Fey, Robert Carlock, Marci Klein, David Miner, Jeff Richmond, Jack Burditt, Lorne Michaels, Matt Hubbard, Josh Siegal, Dylan Morgan, Luke Del Tredici, Alec Baldwin, Colleen McGuinness, Tracey Wigfield e Jerry Kupfer                                                                                             | NBC         |       |
| The Big Bang Theory       | Chuck Lorre, Steven Molaro, Bill Prady, Dave Goetsch, Eric Kaplan, Jim Reynolds, Steve Holland, Eddie Gorodetsky, Faye Oshima Belyeu, Peter Chakos e Maria Ferrari | CBS         |       |
| 2014                      | |             |       |
| Modern Family             | Steven Levitan, Christopher Lloyd, Danny Zucker, Dan O'Shannon, Bill Wrubel, Paul Corrigan, Brad Walsh, Jeffrey Richman, Abraham Higginbotham, Jeff Morton, Ben Karlin, Becky Mann, Audra Sielaff, Elaine Ko e Chris Smirnoff                                                                                            | ABC         |       |
| The Big Bang Theory       | Chuck Lorre, Steven Molaro, Bill Prady, Dave Goetsch, Eric Kaplan, Jim Reynolds, Steve Holland, Eddie Gorodetsky, Faye Oshima Belyeu, Peter Chakos e Maria Ferrari | CBS         |       |
| Silicon Valley            | Mike Judge, Alec Berg, John Altschuler, Dave Krinsky, Michael Rotenberg e Tom Lassally | HBO         |       |
| Veep                      | Armando Iannucci, Christopher Godsick, Frank Rich, Simon Blackwell, Tony Roche, Julia Louis-Dreyfus e Stephanie Laing | HBO         |       |
| Orange is The New Black   | Jenji Kohan, Sara Hess, Michael Trim e Lisa I. | Netflix     |       |
| Louie                     | Louis C.K., M. Blair Breard, Tony Hernandez, Dave Becky e Vernon Chatman | FX          |       |
| 2015                      | |             |       |
| Veep                      | Armando Iannucci, Christopher Godsick, Frank Rich, Simon Blackwell, Tony Roche, Julia Louis-Dreyfus e Stephanie Laing | HBO         |       |
| Silicon Valley            | Mike Judge, Alec Berg, John Altschuler, Dave Krinsky, Michael Rotenberg e Tom Lassally | HBO         |       |
| Transparent               | Jill Soloway, Andrea Sperling, Bridget Bedard, Victor Hsu, Rick Rosenthal e Nisha Ganatra. | Prime Video |       |
| Parks and Recreation      | Greg Daniels, Michael Schur, Howard Klein, David Miner, Dan Goor, Amy Poehler, Emily Spivey e Morgan Sackett | NBC         |       |
| Modern Family             | Steven Levitan, Christopher Lloyd, Danny Zucker, Dan O'Shannon, Bill Wrubel, Paul Corrigan, Brad Walsh, Jeffrey Richman, Abraham Higginbotham, Jeff Morton, Ben Karlin, Becky Mann, Audra Sielaff, Elaine Ko e Chris Smirnoff                                                                                            | ABC         |       |
| Unbreakable Kimmy Schmidt | Jeff Richmond, David Miner, Jack Burditt, Tina Fey e Robert Carlock, | Netflix     |       |
| Louie                     | Louis C.K., M. Blair Breard, Tony Hernandez, Dave Becky e Vernon Chatman | FX          |       |
| 2016                      | |             |       |
| Veep                      | David Mandel, Frank Rich, Julia Louis-Dreyfus, Lew Morton, Christopher Godsick, Morgan Sackett, Sean Gray, Peter Huyck, Alex Gregory, Jim Margolis, Georgia Pritchett, Will Smith, Chris Addison, Rachel Axler, David Hyman                                                                                              | HBO         |       |
| Silicon Valley            | Mike Judge, Alec Berg, Michael Rotenberg, Tom Lassally, Clay Tarver, Dan O'Keefe, Ron Weiner, John Levenstein, Jim Kleverweis, Carrie Kemper, Adam Countee | HBO         |       |
| Black-ish                 | Kenya Barris, Jonathan Groff, Anthony Anderson, E. Brian Dobbins, Laurence Fishburne, Helen Sugland, Gail Lerner, Vijal Patel, Corey Nickerson, Courtney Lilly, Lindsey Shockley, Peter Saji, Jennifer Rice-Genzuk Henry, Hale Rothstein, Michael Petok                                                                  | ABC         |       |
| Modern Family             | Steven Levitan, Christopher Lloyd, Paul Corrigan, Brad Walsh, Danny Zuker, Abraham Higginbotham, Jeffrey Richman, Elaine Ko, Stephen Lloyd, Jeff Morton, Vali Chandrasekaran, Chuck Tatham, Andy Gordon, Jon Pollack, Vanessa McCarthy, Chris Smirnoff, Sally Young                                                      | ABC         |       |
| Master of None            | Aziz Ansari, Alan Yang, Michael Schur, David Miner, Dave Becky, Harris Wittels, Igor Srubshchik | Netflix     |       |
| Unbreakable Kimmy Schmidt | Robert Carlock, Tina Fey, Jeff Richmond, David Miner, Allison Silverman, Josh Siegal, Dylan Morgan, Eric Gurian, Sam Means, Dan Rubin, Leila Strachan, Dara Schnapper, Jerry Kupfer | Netflix     |       |
| Transparent               | Jill Soloway, Andrea Sperling, Victor Hsu and Bridget Bedard, Noah Harpster, Micah Fitzerman-Blue | Prime Video |       |
| 2017                      | |             |       |
| Veep                      | David Mandel, Frank Rich, Julia Louis-Dreyfus, Lew Morton, Morgan Sackett, Peter Huyck, Alex Gregory, Georgia Pritchett, Jennifer Crittenden, Gabrielle Allan, Ian Maxtone-Graham, Steve Hely, Ted Cohen, David Hyman, Rachel Axler, Billy Kimball, Dale Stern, Erik Kenward, Dan Mintz                                  | HBO         |       |
| Silicon Valley            | Mike Judge, Alec Berg, Michael Rotenberg, Tom Lassally, Clay Tarver, Dan O'Keefe, Chris Provenzano, Jamie Babbit, Jim Kleverweis, Carrie Kemper, Adam Countee, Aaron Zelman | HBO         |       |
| Atlanta                   | Donald Glover, Paul Simms, Dianne McGunigle, Hiro Murai, Alex Orr | FX          |       |
| Black-ish                 | Kenya Barris, Jonathan Groff, Anthony Anderson, E. Brian Dobbins, Laurence Fishburne, Helen Sugland, Corey Nickerson, Gail Lerner, Vijal Patel, Courtney Lilly, Jennifer Rice-Genzuk Henry, Hale Rothstein, Kenny Smith, Laura Gutin Peterson, Emily Halpern, Sarah Haskins, Lindsey Shockley, Peter Saji, Michael Petok | ABC         |       |
| Modern Family             | Steven Levitan, Christopher Lloyd, Paul Corrigan, Brad Walsh, Danny Zuker, Abraham Higginbotham, Jeffrey Richman, Elaine Ko, Stephen Lloyd, Jeff Morton, Vali Chandrasekaran, Chuck Tatham, Andy Gordon, Jon Pollack, Sally Young                                                                                        | ABC         |       |
| Master of None            | Aziz Ansari, Alan Yang, Michael Schur, David Miner, Dave Becky, Igor Srubshchik, Andrew Blitz, Eric Wareheim | Netflix     |       |
| Unbreakable Kimmy Schmidt | Robert Carlock, Tina Fey, Jeff Richmond, David Miner, Allison Silverman, Eric Gurian, Sam Means, Dan Rubin, Leila Strachan, Meredith Scardino, Dara Schnapper, Jerry Kupfer | Netflix     |       |
| 2018                      | |             |       |
| The Marvelous Mrs. Maisel | Amy Sherman-Palladino, Daniel Palladino, Sheila Lawrence e Dhana Rivera Gilbert | Prime Video |       |
| Atlanta                   | Donald Glover, Paul Simms, Dianne McGunigle, Stephen Glover, Hiro Murai, Stefani Robinson e Alex Orr | FX          |       |
| Black-ish                 | Kenya Barris, Anthony Anderson, Laurence Fishburne, Helen Sugland, E. Brian Dobbins, Jonathan Groff, Corey Nickerson, Stacy Traub, Gail Lerner, Courtney Lilly, Jennifer Rice-Genzuk Henry, Laura Gutin-Peterson, Lindsey Shockley, Peter Saji, Sam Laybourne, Christian Lander e Michael Petok                          | ABC         |       |
| Curb Your Enthusiasm      | Larry David, Jeff Garlin, Jeff Schaffer, Justin Hurwitz, Jon Hayman, Laura Streicher e Mychelle Deschamps | HBO         |       |
| Silicon Valley            | Mike Judge, Alec Berg, Clay Tarver, Jim Kleverweis, Jamie Babbit, Anthony King, Graham Wagner e Ron Weiner | HBO         |       |
| Barry                     | Alec Berg, Bill Hader, Emily Heller, Aida Rodgers e Liz Sarnoff | HBO         |       |
| GLOW                      | Jenji Kohan, Liz Flahive, Carly Mensch, Tara Herrmann, Mark A. Burley, Nick Jones, Sascha Rothchild e Leanne Moore | Netflix     |       |
| Unbreakable Kimmy Schmidt | Tina Fey, Robert Carlock, Jeff Richmond, David Miner, Sam Means, Dan Rubin, Leila Strachan, Eric Gurian, Meredith Scardino e Jerry Kupfer | Netflix     |       |
| 2019                      | |             |       |
| Fleabag                   | Phoebe Waller-Bridge, Harry Bradbeer, Lydia Hampson, Harry Williams, Jack Williams, Joe Lewis e Sarah Hammond | Prime Video |       |
| Barry                     | Alec Berg, Bill Hader, Aida Rodgers, Emily Heller, Julie Camino, Jason Kim, Liz Sarnoff | HBO         |       |
| Veep                      | David Mandel, Frank Rich, Julia Louis-Dreyfus, Lew Morton, Morgan Sackett, Peter Huyck, Alex Gregory, Jennifer Crittenden, Gabrielle Allan, Billy Kimball, Rachel Axler, Ted Cohen, Ian Maxtone-Graham, Dan O'Keefe, Steve Hely, David Hyman, Georgia Pritchett, Doug Smith, Erik Kenward e Dan Mintz                    | HBO         |       |
| The Good Place            | Michael Schur, David Miner, Morgan Sackett, Drew Goddard, Dylan Morgan, Josh Siegal, Joe Mande, Megan Amram, Jen Statsky, David Hyman e Matt Murray | NBC         |       |
| The Marvelous Mrs. Maisel | Amy Sherman-Palladino, Daniel Palladino, Dhana Rivera Gilbert e Sheila Lawrence | Prime Video |       |
| Russian Doll              | Natasha Lyonne, Leslye Headland, Amy Poehler, Dave Becky, Tony Hernandez, Lilly Burns, Allison Silverman, Kate Arend, John Skidmore e Ryan McCormick | Netflix     |       |
| Schitt's Creek            | Eugene Levy, Dan Levy, David West Read, Andrew Barnsley, Fred Levy, Ben Feigin, Michael Short, Rupinder Gill e Colin Brunton | Pop TV      |       |

### Década de 2020
| Ano                          | Série | Produtores  | Canal |
| ---------------------------- | --- | ----------- | ----- |
| 2020                         | |             |       |
| Schitt's Creek               | Eugene Levy, Dan Levy, Andrew Barnsley, Fred Levy, David West Read, Ben Feigin, Michael Short, Kurt Smeaton e Kosta Orfanidis | Pop TV      |       |
| Curb Your Enthusiasm         | Larry David, Jeff Garlin, Jeff Schaffer, Gavin Polone, Laura Streicher e Mychelle Deschamps | HBO         |       |
| Insecure                     | Issa Rae, Prentice Penny, Melina Matsoukas, Dave Becky, Jonathan Berry, Amy Aniobi, Jim Kleverweis, Phil Augusta Jackson, Laura Kittrell, Deniese Davis e Natasha Rothwell | HBO         |       |
| Dead to Me                   | Liz Feldman, Will Ferrell, Adam McKay, Jessica Elbaum, Christina Applegate, Christie Smith, Linda Cardellini, Cara DiPaolo, Jessi Klein, Elizabeth Benjamin, Dan Dietz, Joe Hardesty, Buddy Enright e Denise Pleune                                                                                          | Netflix     |       |
| The Kominsky Method          | Chuck Lorre, Al Higgins, Michael Douglas, Andy Tennant, Beth McCarthy-Miller e Marlis Pujol | Netflix     |       |
| The Good Place               | Michael Schur, David Miner, Morgan Sackett, Drew Goddard, Dylan Morgan, Josh Siegal, Joe Mande, Megan Amram, Jen Statsky, Dave King, David Hyman, Matt Murray e Aisha Muharrar | NBC         |       |
| The Marvelous Mrs. Maisel    | Amy Sherman-Palladino, Daniel Palladino, Dhana Rivera Gilbert, Matthew Shapiro, Daniel Goldfarb, Kate Fodor e Sono Patel | Prime Video |       |
| What We Do in the Shadows    | Jemaine Clement, Taika Waititi, Paul Simms, Scott Rudin, Garrett Basch, Eli Bush, Stefani Robinson, Sam Johnson, Derek S. Rappaport e Marika Sawyer | FX          |       |
| 2021                         | |             |       |
| Ted Lasso                    | Bill Lawrence, Jason Sudeikis, Jeff Ingold, Bill Wrubel, Liza Katzer, Jane Becker, Jamie Lee, Kip Kroeger, Brendan Hunt, Tina Pawlik e Joe Kelly | Apple TV+   |       |
| Black-ish                    | Kenya Barris, Anthony Anderson, Laurence Fishburne, Helen Sugland, E. Brian Dobbins, Michael Petok, Courtney Lilly, Laura Gutin Peterson, Christian Lander, Lisa Muse Bryant, Robb Chavis, Eric Horsted, Steven White, Marquita J. Robinson, Tracee Ellis Ross, Jamie Nelsen, Tom Ragazzo e Heidi G. McGowen | ABC         |       |
| Cobra Kai                    | Hayden Schlossberg, Jon Hurwitz, Josh Heald, Caleeb Pinkett, Susan Ekins, James Lassiter, Will Smith, Ralph Macchio, William Zabka, Luan Thomas, Joe Piarulli, Michael Jonathan Smith, Stacey Harman, Bob Dearden e Bob Wilson                                                                               | Netflix     |       |
| Emily in Paris               | Andrew Fleming, Tony Hernandez, Lilly Burns, Darren Star, Alison Brown, Grant Sloss, Stephen Joel Brown, Shihan Fey, Jake Fuller, Lily Collins e Raphaël Benoliel | Netflix     |       |
| The Kominsky Method          | Alan J. Higgins, Michael Douglas, Chuck Lorre, Marlis Pujol e Andy Tennant | Netflix     |       |
| The Flight Attendant         | Greg Berlanti, Kaley Cuoco, Steve Yockey, Meredith Lavender, Marcie Ulin, Sarah Schechter, Suzanne McCormack, Jess Meyer, Jennifer Lence, Erika Kennair e Raymond Quinlan | HBO Max     |       |
| Hacks                        | Jen Statsky, Paul W. Downs, Lucia Aniello, Michael Schur, David Miner, Morgan Sackett, Joanna Calo, Andrew Law, David Hyman, Joe Mande e Jessica Chaffin | HBO Max     |       |
| PEN15                        | Maya Erskine, Anna Konkle, Sam Zvibleman, Debbie Liebling, Vera Santamaria, Marc Provissiero, Brooke Pobjoy, Andy Samberg, Jorma Taccone, Akiva Schaffer, Becky Sloviter, Shelley Zimmerman, Brin Lukens, Jordan Levin, Don Dunn, Scott Levine e Jeremy Reitz                                                | Hulu        |       |
| 2022                         | |             |       |
| Ted Lasso                    | Bill Lawrence, Jason Sudeikis, Brendan Hunt, Joe Kelly, Jeff Ingold, Bill Wrubel, Jane Becker, Jamie Lee, Liza Katzer, Kip Kroeger, Declan Lowney, Leann Bowen, Ashley Nicole Black e Andrew Warren | Apple TV+   |       |
| Abbott Elementary            | Quinta Brunson, Justin Halpern, Patrick Schumacker, Randall Einhorn, Brian Rubenstein, Scott Sites e Jordan Temple | ABC         |       |
| Barry                        | Alec Berg, Bill Hader, Aida Rodgers, Liz Sarnoff, Emily Heller, Jason Kim, Duffy Boudreau e Julie Camino | HBO         |       |
| Curb Your Enthusiasm         | Larry David, Jeff Garlin, Jeff Schaffer, Laura Streicher e Jennifer Corey | HBO         |       |
| Hacks                        | Jen Statsky, Lucia Aniello, Paul W. Downs, Michael Schur, David Miner, Morgan Sackett, Joe Mande, Andrew Law, Aisha Muharrar, Ashley Glazier, Samantha Riley, Seth Edelstein e Jessica Chaffin | HBO Max     |       |
| The Marvelous Mrs. Maisel    | Daniel Palladino, Amy Sherman-Palladino, Dhana Rivera Gilbert, Daniel Goldfarb, Kate Fodor, Matthew Shapiro, Sal Carino e Nick Thomason | Prime Video |       |
| Only Murders in the Building | Dan Fogelman, Jess Rosenthal, Jamie Babbit, Steve Martin, Martin Short, Selena Gomez, John Hoffman, Kristin Newman, Kirker Butler, Ben Smith, Matteo Borghese, Rob Turbovsky, Thembi L. Banks e Jane Raab | Hulu        |       |
| What We Do in the Shadows    | Jemaine Clement, Taika Waititi, Paul Simms, Garrett Basch, Eli Bush, Stefani Robinson, Sam Johnson, Yana Gorskaya, Kyle Newacheck, Marika Sawyer, Ingrid Lageder e Derek S. Rappaport | FX          |       |
| 2023                         | |             |       |
| The Bear                     | Joanna Calo, Josh Senior, Christopher Storer, Hiro Murai, Rene Gube e Tyson Bidner | FX          |       |
| Abbott Elementary            | Quinta Brunson, Justin Halpern, Patrick Schumacker, Randall Einhorn, Brian Rubenstein, Jordan Temple, Brittani Nichols, Josh Greene e Scott Sites | ABC         |       |
| Barry                        | Bill Hader, Alec Berg, Aida Rodgers, Liz Sarnoff, Duffy Boudreau e Julie Camino | HBO         |       |
| Jury Duty                    | David Bernad, Lee Eisenberg, Gene Stupnitsky, Ruben Fleischer, Nicholas Hatton, Cody Heller, Todd Schulman, Jake Szymanski, Andrew Weinberg, Robyn Adams, Tanner Bean, Katrina Mathewson, Alexis Sampietros e Matthew McIntyre                                                                               | Freevee     |       |
| The Marvelous Mrs. Maisel    | Daniel Palladino, Amy Sherman-Palladino, Dhana Rivera Gilbert, Neena Beber, Dipika Guha, Matthew Shapiro, Sal Carino, Jen Kirkman, Isaac Oliver e Nick Thomason | Prime Video |       |
| Only Murders in the Building | Dan Fogelman, Jess Rosenthal, Steve Martin, Martin Short, Selena Gomez, John Hoffman, Matteo Borghese, Rob Turbovsky, Ben Smith, Kristin Newman, Kirker Butler, Nick Pavonetti e Kristin Bernstein | Hulu        |       |
| Ted Lasso                    | Jason Sudeikis, Bill Lawrence, Brendan Hunt, Joe Kelly, Jeff Ingold, Jane Becker, Bill Wrubel, Jamie Lee, Liza Katzer, Brett Goldstein, Leann Bowen, Chuck Hayward, Andrew Warren, Kip Kroeger, Matt Lipsey e Phoebe Walsh                                                                                   | Apple TV+   |       |
| Wednesday                    | Alfred Gough, Miles Millar, Tim Burton, Andrew Mittman, Gail Berman, Steve Stark, Kayla Alpert, Jonathan Glickman, Tommy Harper, Kevin Lafferty, Kevin Miserocchi, Todd Williams, Carla Vargas, David Minkowski e Carmen Pepelea                                                                             | Netflix     |       |
| 2024                         | |             |       |
| Hacks                        | Jen Statsky, Paul W. Downs, Lucia Aniello, Michael Schur, David Miner, Morgan Sackett, Guy Branum, Andrew Law, Carol Leifer, Joe Mande, Aisha Muharrar, Samantha Riley, Ashley Glazier e Nate Young | Max         |       |
| Abbott Elementary            | Quinta Brunson, Justin Halpern, Patrick Schumacker, Randall Einhorn, Brian Rubenstein, Jordan Temple, Brittani Nichols, Josh Greene e Scott Sites | ABC         |       |
| The Bear                     | Joanna Calo, Josh Senior, Christopher Storer, Matty Matheson, Cooper Wehde, Rene Gube e Tyson Bidner | FX          |       |
| Reservation Dogs             | Sterlin Harjo, Taika Waititi, Garrett Basch, Kathryn Dean, Tazbah Rose Chavez, Migizi Pensoneau e Bobby Wilson | FX          |       |
| What We Do in the Shadows    | Jemaine Clement, Taika Waititi, Paul Simms, Garrett Basch, Eli Bush, Sam Johnson, Yana Gorskaya, Marika Sawyer, Sarah Naftalis, Jake Bender, Zach Dunn, Max Brockman, Shana Gohd, William Meny, Zach Hagen, Tyson Breuer e Todd Aronauer                                                                     | FX          |       |
| Curb Your Enthusiasm         | Larry David, Jeff Garlin, Jeff Schaffer, Laura Streicher, Jennifer Corey e Adam Feil | HBO         |       |
| Only Murders in the Building | Dan Fogelman, Jess Rosenthal, Steve Martin, Martin Short, Selena Gomez, John Hoffman, Matteo Borghese, Rob Turbovsky, Ben Smith, Elaine Ko, J. J. Philbin, Nick Pavonetti, Madeleine George, Sas Goldberg, Tess Morris e Kristin Bernstein                                                                   | Hulu        |       |
| Palm Royale                  | Adam Gomolin, Rock Shaink, Sheri Holman, Sharr White, Tate Taylor, John Norris, Katie O'Connell Marsh, Kristen Wiig, Laura Dern, Jayme Lemons, Abe Sylvia, Becky Mode, Emma Rathbone, Celeste Hughey, Jesse Sternbaum e Kelly Hutchinson                                                                     | Apple TV+   |       |